# Тищенко, Александр Трофимович
Алекса́ндр Трофи́мович Ти́щенко — советский лётчик-ас истребительной авиации в годы Великой Отечественной войны, одержавший в воздушных боях 20 личных побед и 1 в группе. Герой Советского Союза (15.05.1946). Полковник. 

## Биография
Родился 20 ноября 1916 года в селе Ухожа Уманского уезда Киевской губернии (ныне село Шельпаховка Христиновского района Черкасской области Украины) в семье крестьянина. Русский. В 1937 году окончил рабфак.
В РККА с 1938 года, поступил в Одесскую военную школу пилотов, которую окончил в 1939 году. По окончании школы был направлен служить на Дальний Восток. В 534-м Краснознамённом истребительном авиационном полку (29-я истребительная Амурская авиационная дивизия, Дальневосточный округ, станция Переяславка, Хабаровский край) проходил службу в качестве лётчика, старшего лётчика, командира звена. Летал на самолётах И-15, И-15 бис, И-153.

### Во время войны
12 декабря 1942 года лейтенант А. Т. Тищенко вместе с другими лётчиками 534-го истребительного авиационного полка под командованием майора А. У. Еремина был направлен на переучивание на самолёт Як-1 в 8-й запасной истребительный авиационный полк на аэродром Багай-Барановка Вольского района Саратовской области. После переучивания А. Т. Тищенко был зачислен в 812-й истребительный авиационный полк 265-й истребительной авиационной дивизии 3-го истребительного авиационного корпуса.
18 апреля 1943 года командир эскадрильи лейтенант Тищенко в составе своего полка в трехэскадрильном составе прибыл на аэродром Красноармейская Краснодарского авиационного узла и приступил к боевым действиям на Северо-Кавказском фронте, где в самом разгаре было воздушное сражение на Кубани.
Свою первую победу лейтенант Тищенко одержал в небе Кубани под Новороссийском во втором боевом вылете, сбив 20 апреля в воздушном бою в группе Ju-88, но и сам на подбитом самолёте чудом успел дотянуть до расположения своих войск. В небе Кубани за период с 18 апреля по 29 июня 1943 года командир эскадрильи лейтенант Тищенко сбил лично 4 самолёта противника и 1 в группе. Получил свою первую боевую награду — орден Красной Звезды.
В июне 1943 года полк был выведен в Липецк с целью переформирования. Возобновил участие в боях в начале сентября 1943 года в небе Южной Украины, использовал Як-1 и Як-9т. 23 июня 1944 года полк начал боевые действия в составе 3-го Белорусского фронта в ходе Белорусской операции с аэродрома Якубовщина.
Боевой путь капитан Тищенко завершил боями над Берлином. Неоднократно летал ведомым у командира 3-го истребительного авиационного корпуса Е. Я. Савицкого. 
Штурман 812-го истребительного авиационного полка 265-й истребительной авиационной дивизии 3-го истребительного авиационного корпуса 16-й Воздушной армии капитан Тищенко Александр Трофимович к началу февраля 1945 года выполнил 351 боевой вылет (в том числе 120 на разведку и 117 на штурмовку немецких аэродромов), провёл 82 воздушных боя, сбил 16 немецких самолётов лично и 1 уничтожил на земле.
Указом Президиума Верховного Совета СССР от 15 мая 1946 года за «мужество и героизм, проявленные на фронте борьбы с немецкими захватчиками», капитану Тищенко Александру Трофимовичу присвоено звание Героя Советского Союза с вручением ордена Ленина и медали «Золотая Звезда» (№ 9012).
После представления к званию Героя Александр Тищенко продолжал сражаться до Победы, увеличив свой боевой счёт.

### После войны
После войны продолжал службу на лётных должностях истребительной авиации ВВС. В 1952 году окончил Военно-воздушную академию, окончил адъюнктуру при ВВА, защитил диссертацию кандидата военных наук. Занимался научной и преподавательской деятельностью в ВВА. В 1960 году полковник А. Т. Тищенко уволен в запас.
До 1966 года продолжал вести преподавательскую деятельность в Военно-Воздушной академии имени Ю. А. Гагарина. Затем по состоянию здоровья перешёл на научно-исследовательскую работу в одной из лабораторий академии. Проживал в поселке Монино Московской области. Написал несколько книг — воспоминаний о Великой Отечественной войне.
Скончался 8 апреля 1976 года. Похоронен в посёлке Монино Щёлковского района Московской области на Гарнизонном мемориальном кладбище.

### Должности
| Период                  | Должность                                              | Место службы |
| ----------------------- | ------------------------------------------------------ | --- |
| 1938−1939               | курсант                                                | Одесская военная школа пилотов |
| 1939? — 12.12.1942      | младший лётчик, лётчик, старший лётчик, командир звена | 534-й Краснознамённый истребительный авиационный полк (Дальневосточный округ, ст. Переяславка, Хабаровский край)                                        |
| 12.12.1942 — 07.04.1943 | заместитель командира эскадрильи, старший лейтенант    | 812-й истребительный авиационный полк 8-го запасного истребительного авиационного полка (аэродром Багай-Барановка Вольского района Саратовской области) |
| 07.04.1943 — осень 1944 | командир эскадрильи                                    | 812-й истребительный авиационный полк 265-я истребительная авиационная дивизия                                                                          |
| осень 1944 — 11.05.1945 | штурман полка — заместитель командира полка            | 812-й истребительный авиационный полк 265-я истребительная авиационная дивизия                                                                          |

### Участие А. Т. Тищенко в операциях и сражениях
Тищенко А. Т. в составе своего 812-го истребительного авиационного полка 265-й истребительной авиационной дивизии 3-го истребительного авиационного корпуса на Юго-Западном, Северо-Кавказском, Степном, Южном, 4-м Украинском, 3-м Белорусском и 1-м Белорусском фронтах принимал участие в операциях и сражениях Великой Отечественной войны:
- Воздушное сражение на Кубани с 17 ап-реля 1943 года по 7 июня 1943 года;
- Донбасская операция с 1 сентября 1943 года по 22 сентября 1943 года;
- Мелитопольская операция с 26 сентября 1943 года по 5 ноября 1943 года;
- Никопольско-Криворожская операция с 30 января 1944 года по 29 февраля 1944 года;
- Крымская операция с 8 апреля 1944 года по 12 мая 1944 года;
- Белорусская операция «Багратион» с 23 июня 1944 года по 29 августа 1944 года;
- Вильнюсская операция с 5 июля 1944 года по 20 июля 1944 года;
- Висло-Одерская операция с 12 января 1945 по 3 февраля 1945 года;
- Варшавско-Познанская операция с 14 января 1945 года по 3 февраля 1945 года;
- Восточно-Померанская операция с 10 февраля 1945 года по 20 марта 1945 года;
- Берлинская операция с 16 апреля 1945 года по 8 мая 1945 года.

### Воздушные победы А. Т. Тищенко
| Дата       | Противник                  | Место ведения воз-душного боя    | Свой самолёт |
| ---------- | -------------------------- | -------------------------------- | ------------ |
| 20.04.1943 | 1 Ju-88 (в группе — 1 / 3) | Новороссийск                     | Як-1         |
| 23.04.1943 | 1 Ме-109                   | Новороссийск — Крымская          | Як-1         |
| 03.05.1943 | 1 Ме-109                   | Крымская                         | Як-1         |
| 04.05.1943 | 1 Ме-109                   | Неберджаевская                   | Як-1         |
| 07.05.1943 | 1 Ме-109                   | Гостогаевский                    | Як-1         |
| 25.09.1943 | 1 Ме-109                   | зап. Копани                      | Як-9         |
| 28.09.1943 | 1 Ju-87                    | зап. Нейдорф                     | Як-9         |
| 29.10.1943 | 1 Ме-109                   | западнее Серагозы                | Як-9         |
| 14.01.1944 | 1 Ме-109                   | посёлок им. Ворошилова           | Як-9         |
| 14.03.1944 | 1 Ju-87                    | южнее о. Русский                 | Як-9         |
| 10.04.1944 | 1 FW-190                   | Воинка                           | Як-9         |
| 11.04.1944 | 1 Ju-52                    | аэродром Сарабуз, сжёг на земле  | Як-9Т        |
| 15.04.1944 | 1 Ju-87                    | аэродром Херсонес, сжёг на земле | Як-9Т        |
| 22.04.1944 | 1 Fw-190                   | ст. Карань                       | Як-9T        |
| 24.04.1944 | 1 Ме-109                   | аэр. 6-я верста                  | Як-9         |
| 24.04.1944 | 1 Ме-109                   | аэр. 6-я верста                  | Як-9         |
| 27.06.1944 | 1 FW-190                   | район Лукомское                  | Як-9         |
| 07.07.1944 | 1 Fw-190                   | Мекензиевы горы                  | Як-9Т        |
| 16.07.1944 | 1 Ju-52                    | аэр. Каунас, сжёг на аэродроме   | Як-9         |
| 07.08.1944 | 1 FW-190                   | аэр. Немокшты, сжёг на аэродроме | Як-9         |
| 07.08.1944 | 1 FW-190                   | аэр. Немокшты, сжёг на аэродроме | Як-9         |
| 17.08.1944 | 1 FW-190                   | аэр. Немокшты                    | Як-9         |
| 04.02.1945 | 1 FW-190                   | вост. Реппин                     | Як-9         |
| 28.03.1945 | 1 FW-190                   | Цехин                            | Як-9         |
| 16.04.1945 | 1 FW-190                   | Нейхоф                           | Як-9         |
| 18.04.1945 | 1 FW-190                   | западнее Альт-Фридлянд           | Як-9         |

Всего сбито — 21, из них лично — 20, в группе — 1, уничтожено самолётов на земле — 5, боевых вылетов всего — 377, воздушных боёв — 86. Однако в более позднем и подробном исследовании М. Ю. Быков указывает только на 18 личных и 1 групповую подтвержденные победы советского аса.
Публиковались и более высокие результаты боевых достижений А. Т. Тищенко, например: в 397 боевых вылетах и 90 воздушных боях сбил лично 21 самолет противника и в группе — 3.

### Эпизоды боёв Тищенко
- 20.04.1943 г. Боевые действия 3-го иак.
- 23.04.1943 г. Сопровождение бомбардировщиков.
- 25.09.1943 г. Воздушные бои.
- 28.11.1943 г. Воздушные бои.
- 25.04.1945 г. Штурмовка аэродромов и воздушные бои.

## Награды

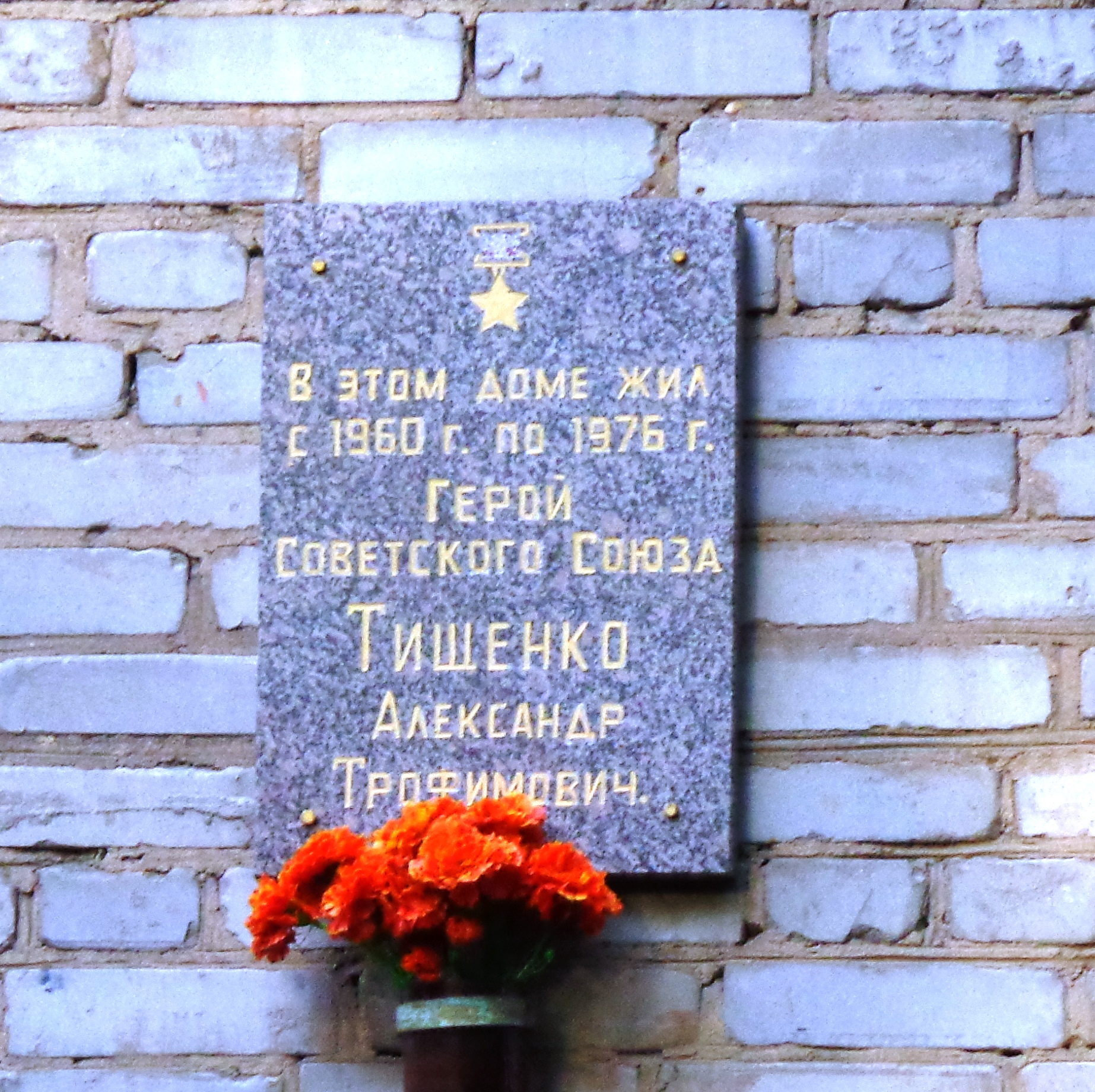
Мемориальная доска на доме, где проживал Герой Советского Союза А. Т. Тищенко

- Медаль «Золотая Звезда» Героя Советского Союза (№ 9012, 15.05.1946)[11];
- орден Ленина (15.05.1946)[11];
- три ордена Красного Знамени (29.12.1943[2], 27.03.1944[6], 30.10.1944[12]);
- орден Александра Невского (№ 23568, 29.03.1945)[13];
- два ордена Красной Звезды (02.05.1943[5], 21.08.1953);
- медаль «За боевые заслуги» (24.06.1948);
- медаль «В ознаменование 100-летия со дня рождения Владимира Ильича Ленина» (1970);
- медаль «За оборону Кавказа» (указ от 1.05.1944, вручена 22.04.1945)[14];
- медаль «За победу над Германией в Великой Отечественной войне 1941—1945 гг.»;
- юбилейная медаль «Двадцать лет Победы в Великой Отечественной войне 1941—1945 гг.»;
- юбилейная медаль «Тридцать лет Победы в Великой Отечественной войне 1941—1945 гг.»;
- медаль «За взятие Берлина» (указ от 9.06.1945, вручена 16.10.1945)[15];
- юбилейная медаль «30 лет Советской Армии и Флота» (23.02. 1948);
- медаль «40 лет Вооруженных Сил СССР»;
- юбилейная медаль «50 лет Вооружённых Сил СССР».

## Память
- В посёлке Монино Московской области на доме № 9 по улице Красовского, где проживал Герой, установлена мемориальная доска.

## Мемуары
- А.Т. Тищенко. Ведомые «Дракона» / Литературная запись М. С. Леонова. — М.: Воениздат, 1966. — 200 с. — 90 000 экз.
- А.Т. Тищенко. "Дракон" идет на цель. — Краснодар, 1969. — 240 с. — (Военные мемуары).